# Emmanuel Saez

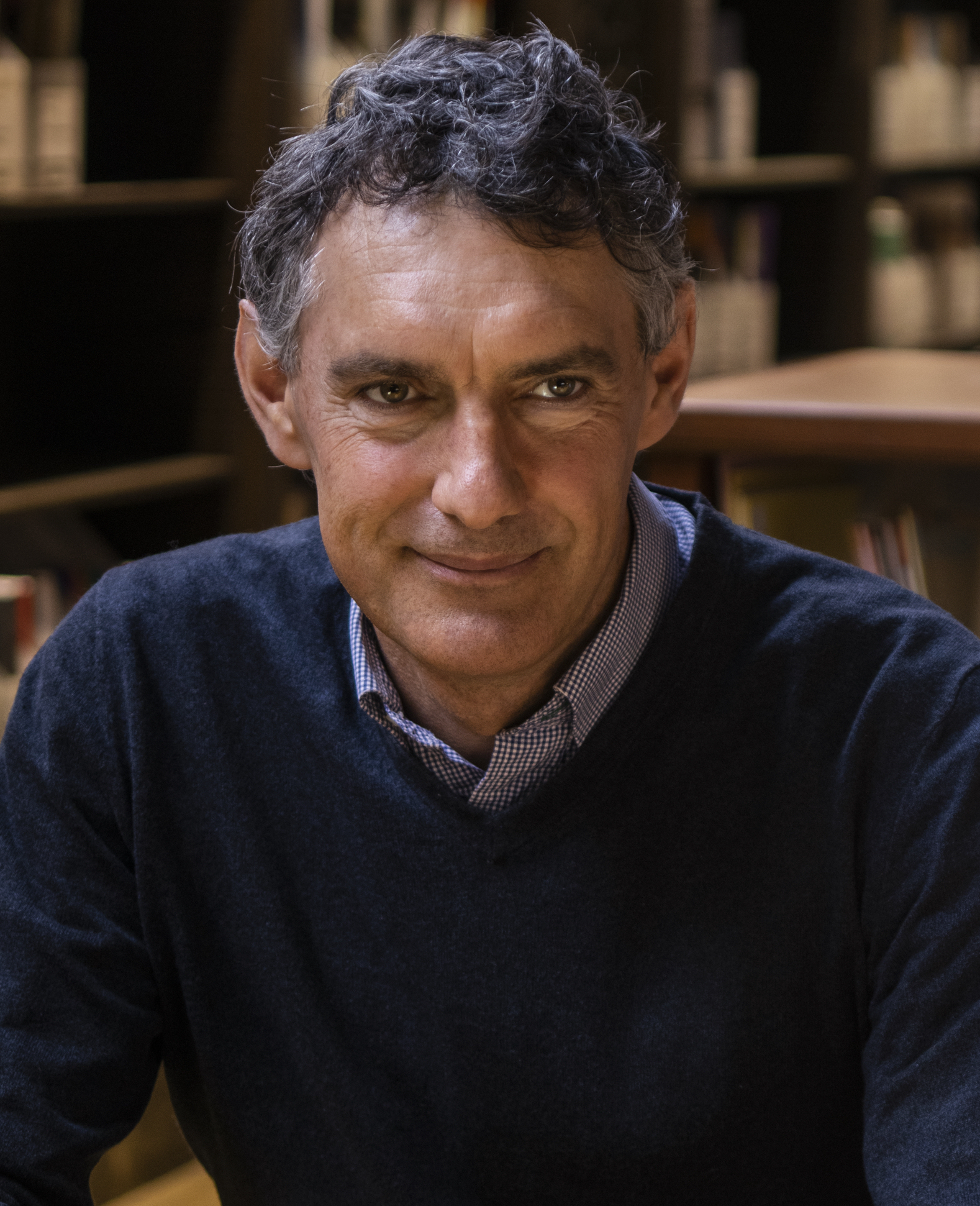
Emmanuel Saez.

Emmanuel Saez, född 1972, är en fransk-amerikansk ekonom, professor vid University of California i Berkeley i Kalifornien. Han är specialist inom teorin för optimal beskattning och studiet av ojämlikhet. Han har framförallt genomfört en rad uppmärksammade studier om utvecklingen av ojämnheter i inkomst i USA i samarbete med Thomas Piketty.

## Biografi
Efter studier i matematik vid École normale supérieure och studier i ekonomi i Paris avlade Emmanuel Saez doktorsexamen i ekonomi vid Massachusetts Institute of Technology 1999 
Mellan 1999 och 2002 var han ”assistant Professor” vid Harvard och blev därefter professor i Berkley.
Hans arbeten har framförallt fått ojämlikheten i inkomster i USA att framträda: efter att ha minskat efter kriget fram till 70-talet har ojämlikheten fortlöpande ökat till förhållandena på 20-talet. Detta beror till största delen på ojämlika inkomster av arbete och inte på ojämlikt egendomsinnehav.

## Utmärkelser
Emmanuel Saez mottog 2009 John Bates Clark-medaljen för ”en ung amerikansk ekonom under fyrtio år som på ett framträdande sätt bidragit till det ekonomiska tänkandet och kunnandet”.
2010 mottog han från Cercle des économistes priset för bästa unga ekonom i Frankrike och MacArthur-priset.

## Verk
- Pour une révolution fiscale, janvier 2011, La République des idées/Seuil, tillsammans med Thomas Piketty och Camille Landais